# Veji

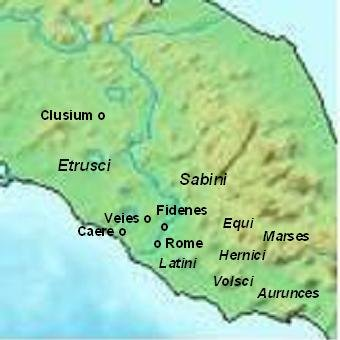

Veji, beläget 16 km från Rom och var den etruskiska stad som låg närmast Rom. Efter ett 11-årigt krig erövrades Veji år 396 f.Kr. av Marcus Furius Camillus; under detta krig infördes enligt historieskrivaren Titus Livius seden att betala krigsfolket sold. Genom denna seger kunde romarna framflytta sitt välde i Etrurien ända till trakten av Viterbo.
Enligt traditionen låg Veji länge i krig med Rom, som långsamt trängde motståndaren tillbaka och berövade den kontrollen över salinerna vid Tibermynningen och flodövergången över Tibern vid Fidenae. Stadens huvudgudinna Juno "utkallades" och flyttade till Rom, varpå staden ödelades och dess område delades upp på fyra romerska tribus.
Vejis stadsområde är mycket vidsträckt, men de arkeologiska fynden har huvudsakligen gjorts längs stadsplatåns periferi. Stora Villanovanekropoler visar att det låg byar på platsen under järnåldern. Från den etruskiska stadens tid finns magra rester av stadsmur, port och tempel vid platåns västliga ända. En av de mer berömda etruskiska kammargravarna, Tomba Campana, ligger vid Veji.